# عوائد ريع
عوائد الريع هو حق يعطيه صاحب الملك لشخص أو شركة في الانتفاع أو تشغيل الملك، نظير أن يدفع المستفيد إلى صاحب الملك نسبة معينة من الأرباح، أو أن يدفع المستثمر المستفيد مبلغا من المال متفق عليه إلى صاحب الملك. مثال على ذلك الريع الذي تدفعه شركة استخراج البترول لصاحب الأرض أو إلى الحكومة نظير استغلالها للأرض بموجب عقد إيجار بينهما. كما أن استغلال أرض زراعية نظير ريع هو أن يقوم المستأجر بدفع ريع إلى صاحب الأرض مقابل حق استغلاله للأرض.